# 1999-es cannes-i filmfesztivál
Az 52. Cannes-i Nemzetközi Filmfesztivált 1999. május 12. és 23. között rendezték meg, David Cronenberg kanadai filmrendező elnökletével. A hivatalos versenyprogramban 22 nagyjátékfilm és 12 rövidfilm szerepelt; az Un certain regard szekcióban 23, a Cinéfondation keretében 20, míg versenyen kívül 8 alkotást vetítettek. A párhuzamos rendezvények Kritikusok Hete szekciójában 7 nagyjátékfilmet és 7 rövidfilmet mutattak be, a Rendezők Kéthete elnevezésű szekció keretében pedig 26 nagyjátékfilm és 6 kisfilm vetítésére került sor.

## Az 1999. évi fesztivál
A fesztivált Nyikita Szergejevics Mihalkov versenyen kívül vetített alkotása, A szibériai borbély nyitotta meg, és Oliver Parker ugyancsak versenyen kívül bemutatott filmje, A tökéletes férj zárta. A Cannes-ba rendszeresen visszatérő filmrendezők között olyan „nagyágyúk” jelentek meg, mint a spanyol Pedro Almodóvar, a mexikói Arturo Ripstein, a kínai Csen Kaj-ko (Chen Kaige) és a portugál Manoel de Oliveira. Különösen erős volt az európai jelenlét, és feltűnően kevés az egyesült államokbeli alkotás (4 versenyben, 4 versenyen kívül). A három ázsiai versenyfilm egyike a 25 év távollét után ismét meghívott Izraelből érkezett. A nagyjátékfilmek versenyében 13 alkotó első alkalommal mutatkozhatott be a cannes-i fesztiválon, közülük kettő elsőfilmes.
A főbb díjakat illetően ez évben is a „papírforma” érvényesült: a Cannes-ban hagyományosan kitüntetett figyelemmel kísért társadalmi realizmus alkotásai kaptak elismerést. Noha a vetítések alapján a filmes szakma David Lynch alkotását (Straight Story - Az igaz történet) várta fő díjazottnak, a zsűri egyhangú szavazata alapján az Arany Pálmát a belga testvérpár, Jean-Pierre és Luc Dardenne vehette át Rosetta című filmdrámájukért és ugyanezen film címszerepét játszó Émilie Dequenne kapta a legjobb női alakítás díját, megosztva a kritikusok által korántsem lelkesedéssel fogadott, nagydíjas Emberiség főszereplőjével, Séverine Caneele-lel. Ez utóbbi alkotás főszereplője, Emmanuel Schotté lett a legjobb színész. Az ismeretlenségből előbukkanó, amatőr művészek meglepetésszerű elismerése kiváltotta a gálaest közönségének nemtetszését: a díjátadást hangos füttyszó kísérte. A zsűri díját a 90. életévét betöltött portugál Manoel de Oliveira kapta – a kritikusok többsége egyetértett abban, hogy ezt az elismerést már életpályája elején kiérdemelte volna. A legjobb rendezés díját Pedro Almodóvar vehette át Mindent anyámról című alkotásáért, míg a legjobb forgatókönyvért járó díjat Jurij Arabov kapta meg a Molokh-ért. A legjobb elsőfilmes az indiai Murali Nair lett az Un certain regard szekcióban bemutatott Marana Simhasanam című alkotásával.
Az 1999-es cannes-i filmfesztiválon a magyar filmművészetet nem képviselte alkotás, sem a hivatalos programban, sem pedig valamely párhuzamos szekcióban.
A Filmrendezők Szövetsége (Société des Réalisateurs de Films – SRF) ez évben új főbiztost nevezett ki a Rendezők Kéthete élére, Marie-Pierre Macia személyében. A válogatásból a legnagyobb fesztiválsikert a francia Emmanuel Finkiel Utazás című filmje aratta, amely elnyerte az ifjúság díját; a legnagyobb nemzetközi sikerre viszont két amerikai alkotás, Anjelica Huston Agnes Browne, valamint  Daniel Myrick és Eduardo Sánchez páros Ideglelés című filmjei tettek szert. Jól szerepelt még a bhutáni Khyentse Norbu Isteni játék, a japán Szuva Nobuhiro M/other, vagy a chilei Ricardo Larraín Őrült vágy című alkotása.
A Filmvásár 1999-ben ünnepelte 40. évfordulóját. Az időközben „nélkülözhetetlenné” vált szakkiállításra és vásárra ekkorra már több mint 5000 résztvevő érkezett, és vett részt mintegy 1000 vetítésen. A résztvevők zömét öt ország tette ki: Amerikai Egyesült Államok (21%), Franciaország (14%), Egyesült Királyság (11%), Németország (7%) és Japán (6%).

## Zsűri

### Versenyprogram

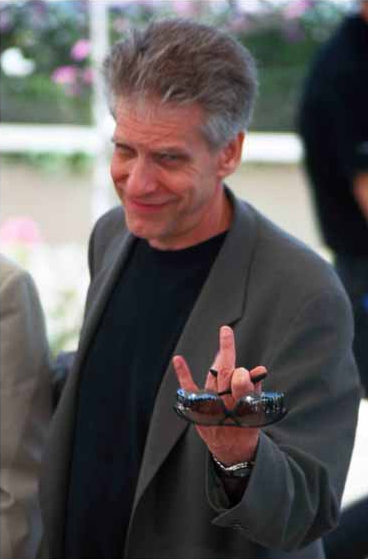
David Cronenberg, a zsűri elnöke

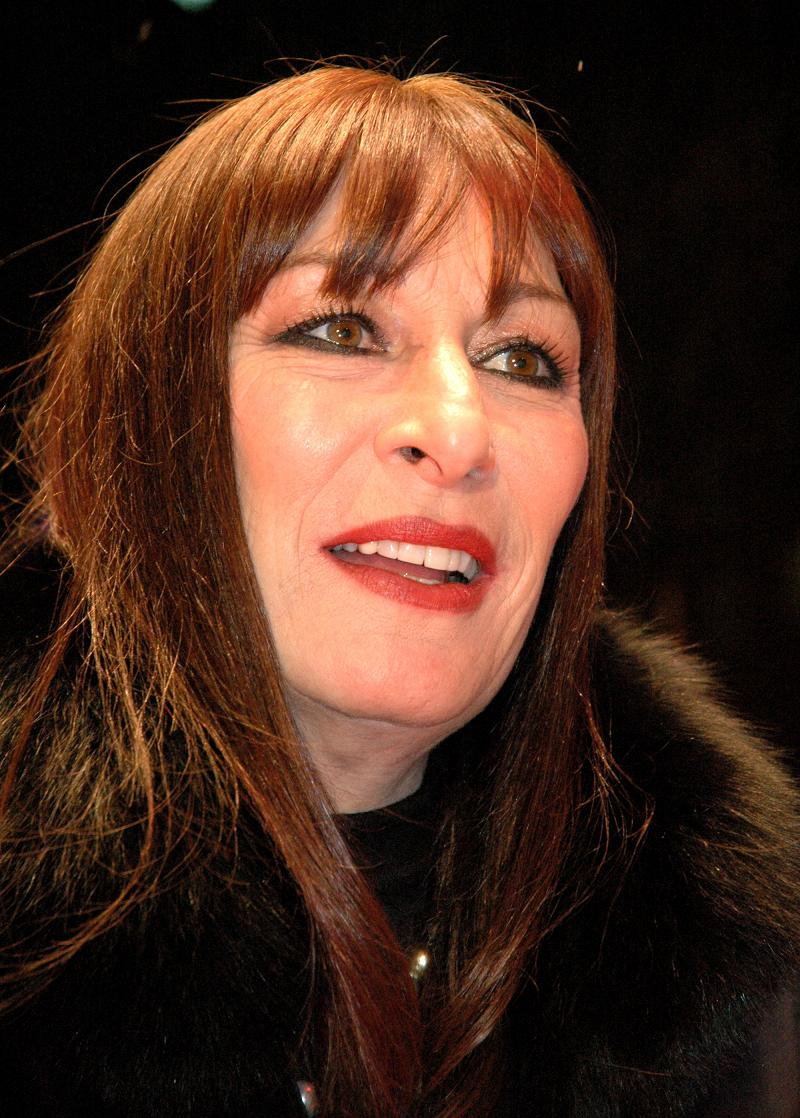
Anjelica Huston (2005)

- David Cronenberg, filmrendező –  Kanada – a zsűri elnöke
- André Téchiné, filmrendező –  Franciaország
- Barbara Hendricks, operaénekes –  Svédország
- Dominique Blanc, színésznő –  Franciaország
- Doris Dorrie, filmrendező –  Németország
- George Miller, filmrendező –  Ausztrália
- Holly Hunter, színésznő –  Amerikai Egyesült Államok
- Jeff Goldblum, színész –  Amerikai Egyesült Államok
- Maurizio Nichetti, filmrendező –  Olaszország
- Yasmina Reza, író –  Franciaország

### Cinéfondation és rövidfilmek
- Thomas Vinterberg, filmrendező –  Dánia – a zsűri elnöke
- Cédric Klapisch, filmrendező –  Franciaország
- Greta Scacchi, színésznő –  Olaszország
- Virginie Ledoyen, színésznő –  Franciaország
- Walter Salles, filmrendező –  Brazília

### Un Certain Regard
- Lambert Wilson, színész –  Franciaország – a zsűri elnöke
- Annie Copperman, filmkritikus –  Franciaország
- Irène Bignardi, filmkritikus –  Olaszország
- Jonathan Romney, filmkritikus –  Egyesült Királyság
- Laurent Tirard, filmrendező-forgatókönyvíró –  Franciaország
- Thierry Gandillot, filmkritikus –  Franciaország

### Arany Kamera
- Michel Piccoli, színész –  Franciaország – a zsűri elnöke
- Caroline Champetier, operatőr –  Franciaország
- Marie Vermillard, filmrendező –  Franciaország
- Paola Malanga, filmkritikus –  Olaszország
- Jose Maria Riba, filmkritikus –  Mexikó
- Peter von Bagh, filmtörténész –  Finnország
- Jean-Pierre Beauviala, mérnök, feltaláló –  Franciaország
- Cherifa Chabane, filmkritikus –  Franciaország

## Hivatalos válogatás

### Nagyjátékfilmek versenye
- 8 ½ Women (8 és 1/2 nő)[7] – rendező: Peter Greenaway
- A carta (A levél) – rendező: Manoel de Oliveira
- Cradle Will Rock (Broadway 39. utca) – rendező: Tim Robbins
- El coronel no tiene quien le escriba (Az ezredes úrnak, nincs aki írjon) – rendező: Arturo Ripstein
- Felicia's Journey (Felícia utazása) – rendező: Atom Egoyan
- Ghessé hayé kish – rendező: Abolfazl Jalili;[8] Mohsen Makhmalbaf[9] és Naser Taghvai[10]
- Ghost Dog: The Way of the Samurai (Szellemkutya) – rendező: Jim Jarmusch
- Csing ko ce csin vang (Jing ke ci qin wang)[11] (A császár és a gyilkos)[12] – rendező: Csen Kaj-ko (Chen Kaige)
- Kadosh – rendező: Amos Gitai
- Kikudzsiró no nacu (Kikujiro nyara) – rendező: Kitano Takesi
- La balia (A dajka) – rendező: Marco Bellocchio
- Le temps retrouvé[13] (A megtalált idő) – rendező: Raoul Ruiz
- L'humanité (Emberiség) – rendező: Bruno Dumont
- Limbo (Jég hátán) – rendező: John Sayles
- Moloh – rendező: Alekszandr Szokurov
- Nos vies heureuses (Boldog életeink) – rendező: Jacques Maillot
- Pola X – rendező: Leos Carax
- Rosetta – rendező: Jean-Pierre és Luc Dardenne
- The Straight Story (Straight Story - Az igaz történet) – rendező: David Lynch
- Tin seung yan gaan – rendező: Nelson Yu Lik-wai
- Todo sobre mi madre (Mindent anyámról) – rendező: Pedro Almodóvar
- Wonderland (Csodaország) – rendező: Michael Winterbottom

### Nagyjátékfilmek versenyen kívül
- Adieu, plancher des vaches! (Agyő, édes otthon!)[7] – rendező: Otar Ioszeliani
- An Ideal Husband (A tökéletes férj) – rendező: Oliver Parker
- Dogma (Dogma) – rendező: Kevin Smith
- Edtv (Ed TV) – rendező: Ron Howard
- Entrapment (Briliáns csapda) – rendező: Jon Amiel
- Mein liebster Feind - Klaus Kinski (Legkedvesebb ellenségem) – rendező: Werner Herzog
- Szibirszkij cirjulnik (A szibériai borbély) – rendező: Nyikita Szergejevics Mihalkov
- The Limey (Amerikai vérbosszú) – rendező: Steven Soderbergh

### Un Certain Regard
- As bodas de Deus – rendező: Joăo César Monteio
- Away with Words (Félre a szavakkal! )[7] – rendező: Christopher Doyle
- Beautiful People (Boldog emberek) – rendező: Jasmin Dizdar
- Beresina oder Die letzten Tage der Schweiz (Beresina, avagy Svájc végnapjai) – rendező: Daniel Schmid
- Pientan, kunjang (Biandan, guniang)[14] – rendező: Vang Hsziaosuaj (Wang Xiaoshuai)
- El Akhar – rendező: Youssef Chahine
- Garage Olimpo – rendező: Marco Bechis
- Harem suaré (Az utolsó hárem) – rendező: Ferzan Özpetek
- If I give you my humbleness, don't take away my pride – rendező: Karin Westerlund
- Judy Berlin – rendező: Eric Mendelsohn
- Kaizokuban Bootleg Film – rendező: Kobajasi Maszahiro
- La genèse – rendező: Cheick Oumar Sissoko
- Les passagers – rendező: Jean-Claude Guiguet
- Marana Simhasanam – rendező: Murali Nair
- Nadia et les hippopotames – rendező: Dominique Cabrera
- Peau neuve (Új bőr) – rendező: Emilie Deleuze
- Ratcatcher (Patkányfogó) – rendező: Lynne Ramsay
- Sicilia! (Szicília!) – rendező: Jean-Marie Straub és Danièle Huillet
- The Shade – rendező: Raphaël Nadjari
- The Winlow Boy (A Winslow fiú) – rendező: David Mamet
- Tien ma csa fang (Tian ma cha fang) – rendező: Lin Csen-seng (Lin Chen-sheng)
- Vaanaprastham – rendező: Shaji N. Karun
- Cseng hun csi si (Zheng hun qi shi)[15] – rendező: Csen Kuo-fu (Chen Kuo-Fu)

### Rövidfilmek versenye
- An Eternity – rendező: Kim Daehyun
- Billy's Balloon – rendező: Don Hiertzfeldt
- Devil Doll/Ring Pull – rendező: Jarl Olsen
- Dong si-e[16] – rendező: Kim Seong Sook
- Food for Thought (A tenger gyümölcsei) – rendező: John Paton és Matthew Ross
- Husk – rendező: Jerry Handler
- Rien à dire – rendező: Vincent Perez
- Ruleta – rendező: Roberto Santiago
- So-poong – rendező: Song Il-Gon
- Stop – rendező: Rodolphe Marconi
- The Cookie Thief – rendező: Toby Leslie és Hugo Currie
- When the Day Breaks (Napfelkelte) – rendező: Amanda Forbis és Wendy Tilby

### Cinéfondation
- Babalon – rendező: Michal Zabka
- Cambi e scambi – rendező: Donata Pizzato
- Dimanche – rendező: Fabrice Aragno
- En god dag at go – rendező: Bo Hagen Clausen
- Germania – rendező: Kris Krikellis
- Im Hukim – rendező: Dover Kosasvili
- Inter-view (Interjú) – rendező: Jessica Hausner
- Jumedzsi ningjo – rendező: Jamazaki Tacudzsi
- Ked nie, tak nie – rendező: Vladimír Král
- La puce – rendező: Emmanuelle Bercot
- Layover – rendező: Shen Ko-shang
- Levsha[17] – rendező: Jurij Kuzin
- Milk – rendező: Mairi Cameron
- Runt – rendező: Jesse Lawrence
- Ryba 073 (Hal 073) – rendező: Václav Švankmajer
- Second Hand – rendező: Emily Young
- The Clock – rendező: Noah Laracy
- The Execution – rendező: Lee In-kyun
- Waxandwane – rendező: Axel Koenzen
- Wojtek – rendező: David Turner

## Párhuzamos rendezvények

### Kritikusok Hete

#### Nagyjátékfilmek
- 7/25 Nana-Ni-Go – rendező: Hajakava Vataru
- Belo Odelo – rendező: Lazar Ristovski
- Flores de otro mundo (Idegen virágok)[7] – rendező: Icíar Bollaín
- Gemide – rendező: Serdar Akar
- Hold Black The Night – rendező: Philip Davis
- Siam Sunset (Sziámi naplemente) – rendező: John Polson
- Strange Fits of Passion – rendező: Elise McCredie

#### Rövidfilmek
- Dayereh – rendező: Mohammad Shirvani
- Dérapages – rendező: Pascal Adant
- Fuzzy Logic – rendező: Tom Krueger
- La leçon du jour – rendező: Irène Sohm
- More – rendező: Mark Osborne
- Shoes Off ! – rendező: Mark Sawers
- The Good Soon – rendező: Sean McGuire

### Rendezők Kéthete

#### Nagyjátékfilmek
- A mort la mort ! – rendező: Romain Goupil
- Agnes Browne – rendező: Anjelica Huston
- Kariszuma (Charisma)[7] – rendező: Kuroszava Kijosi
- East Is East (A Kelet az Kelet) – rendező: Damien O'Donnell
- El entusiasmo (Őrült vágy) – rendező: Ricardo Larraín
- Fever – rendező: Alex Winter
- Haut les coeurs ! (Fel a fejjel!) – rendező: Sólveig Anspach
- Hej an cse kuang (Hei an zhi guang) – rendező: Csang Co-cse (Chang Tso-chi)
- Kiemas – rendező: Valdas Navasaitis
- La petite vendeuse de soleil – rendező: Djibril Diop Mambéty
- Le bleu des villes (Kisvárosi álom) – rendező: Stéphane Brizé
- Le franc – rendező: Djibril Diop Mambéty
- Les convoyeurs attendent (Feltörekvők)[18] – rendező: Benoît Mariage
- M/other – rendező: Szuva Nobuhiro
- Phörpa (Isteni játék) – rendező: Khyentse Norbu
- Qui plume la lune ? (A hold tollpihéi) – rendező: Christine Carrière
- Feng csing (Feng jing)[19] – rendező: He Csiencsü (He Jianjun)
- Sud – rendező: Chantal Akerman
- Summer of Sam (Egy sorozatgyilkos nyara) – rendező: Spike Lee
- The Blair Witch Project (Ideglelés)[4] – rendező: Daniel Myrick és Eduardo Sánchez
- The Five Senses (Az öt érzék) – rendező: Jeremy Podeswa
- The Last September (Az utolsó ősz) – rendező: Deborah Warner
- The Virgin Suicides (Öngyilkos szüzek) – rendező: Sofia Coppola
- The War Zone (Hadszíntér) – rendező: Tim Roth
- Voyages (Utazás) – rendező: Emmanuel Finkiel
- Wege in die Nacht – rendező: Andreas Kleinert

#### Rövidfilmek
- La tentation de l'innocence – rendező: Fabienne Godet
- Le premier pas – rendező: Florence Vignon
- Marée haute – rendező: Caroline Champetier
- Ô trouble – rendező: Sylvia Calle
- Un château en Espagne – rendező: Delphine Gleize
- Un petit air de fête – rendező: Eric Guirado

## Díjak

### Nagyjátékfilmek
- Arany Pálma: Rosetta – rendező: Jean-Pierre és Luc Dardenne
- Nagydíj: L'humanité (Emberiség)[7] – rendező: Bruno Dumont
- A zsűri díja: A carta (A levél) – rendező: Manoel de Oliveira
- Legjobb rendezés díja: Todo sobre mi madre (Mindent anyámról) – rendező: Pedro Almodóvar
- Legjobb női alakítás díja:
  - Séverine Caneele – L'humanité (Emberiség)
  - Émilie Dequenne – Rosetta
- Legjobb férfi alakítás díja: Emmanuel Schotté – L'humanité (Emberiség)
- Legjobb forgatókönyv díja: Moloh – forgatókönyvíró: Jurij Arabov

### Un Certain Regard
- Un Certain Regard díj: Beautiful People (Boldog emberek) – rendező: Jasmin Dizdar

### Rövidfilmek
- Arany Pálma (rövidfilm): When the Day Breaks (Napfelkelte) – rendező: Amanda Forbis és Wendy Tilby
- A zsűri díja (rövidfilm):
  - Stop – rendező: Rodolphe Marconi
  - So-poong – rendező: Song Il-Gon

### Cinéfondation
- A Cinéfondation első díja: Second Hand – rendező: Emily Young
- A Cinéfondation második díja:
  - La puce – rendező: Emmanuelle Bercot
  - Im Hukim – rendező: Dover Kosasvili
- A Cinéfondation harmadik díja: En god dag at go – rendező: Bo Hagen Clausen
- A Cinéfondation külön dicsérete: Inter-view (Interjú) – rendező: Jessica Hausner

### Arany Kamera
- Arany Kamera: Marana Simhasanam – rendező: Murali Nair

### Egyéb díjak
- FIPRESCI-díj:
  - Peau neuve (Új bőr) – rendező: Emilie Deleuze
  - M/other[20] – rendező: Szuva Nobuhiro
- Technikai nagydíj: Tu Juhua díszlettervező – Csing ko ce csin vang (Jing ke ci qin wang)[11] (A császár és a gyilkos)[12]
- Ökumenikus zsűri díja: Todo sobre mi madre (Mindent anyámról) – rendező: Pedro Almodóvar
- Ökumenikus zsűri külön dicsérete: Rosetta – rendező: Jean-Pierre és Luc Dardenne
- Ifjúság díja külföldi filmnek: The Blair Witch Project (Ideglelés)[4][20] – rendező: Daniel Myrick és Eduardo Sánchez * Ifjúság díja francia filmnek: Voyages (Utazás)[20] – rendező: Emmanuel Finkiel
- François Chalais-díj: El Akhar – rendező: Youssef Chahine

## Hírességek
Victoria Abril, Ben Affleck, Anouk Aimée, Emmanuelle Béart, Jane Birkin, Björk, Valeria Bruni Tedeschi, Sean Connery, Penélope Cruz, Matt Damon, Catherine Deneuve, Gérard Depardieu, Guillaume Depardieu, Emilie Dequenne, Leonardo DiCaprio, Faye Dunaway, Richard Farnsworth, Peter Fonda, Jeff Goldblum, Hugh Grant, Richard Harris, Ron Howard, Isabelle Huppert, Elizabeth Hurley, Anjelica Huston, Jeremy Irons, Elton John, Kris Kristofferson, Christopher Lee, John Malkovich, Sophie Marceau, Marcello Mazzarella, Ewan McGregor, Gina McKee, Jeanne Moreau, Julie Ormond, Michel Piccoli, Lynne Ramsay, Tim Robbins, Eduardo Sanchez, Susan Sarandon, Claudia Schiffer, Kristin Scott Thomas, William Shatner Terence Stamp, Dave Stewart, Elizabeth Taylor, Francis Veber, Forest Whitaker, Catherine Zeta-Jones,